# 3890 Bunin
3890 Bunin eller 1976 YU5 är en asteroid i huvudbältet som upptäcktes den 18 december 1976 av den ryska astronomen Ljudmila Tjernych vid Krims astrofysiska observatorium på Krim. Den är uppkallad efter den ryske nobelpristagaren Ivan Bunin.
Asteroiden har en diameter på ungefär 9 kilometer.